# نزلة المشارقة
قرية نزلة المشارقة هي إحدى القرى التابعة لمركز أهناسيا في محافظة بني سويف في جمهورية مصر العربية. حسب إحصاءات سنة 2006، بلغ إجمالي السكان في نزلة المشارقة 3560 نسمة، منهم 1895 رجل و1665 امرأة.